# سيرجيو لورينزو كويروس
سيرجيو لورينزو كويروس هو سياسي مكسيكي، ولد في 12 يوليو 1959 في Poza Rica ‏ في المكسيك. نشط حزبياً في الحزب الثوري المؤسساتي. وقد انتخب عضو مجلس النواب المكسيك ‏.